# 四氯化二磷
四氯化二磷是一种无机磷化合物，化学式为P2Cl4，于1910年首次合成。它是一种无色液体，在室温上下分解，并且可燃。

## 制备
四氯化二磷可由三氯化磷和氢气在低压下放电得到。
2 PCl3+H2→P2Cl4+2 HCl
改进了的方法是由三氯化磷和铜化合而成:
2 PCl3 +  2 Cu  →  P2Cl4 + 2 CuCl

## 反应
室温上下，四氯化二磷会分解成三氯化磷和一氯化磷的多聚体:
P2Cl4 → PCl3  +  1/n [PCl]n
四氯化二磷可以加进环己烷里，形成 反式-C6H10-1,2-(PCl2)2。